# Suore di San Giuseppe di Sault Sainte Marie
Le Suore di San Giuseppe, di Sault Sainte Marie (in inglese Sisters of St. Joseph of Sault Sainte Marie; sigla C.S.J.), sono un istituto religioso femminile di diritto pontificio.

## Storia
La congregazione si riallaccia alla fondazione fatta a Le Puy-en-Velay dal sacerdote gesuita Jean-Pierre Médaille.
Gli inizi dell'istituto risalgono alla casa fondata nel 1881 a Sault Sainte Marie da alcune suore di San Giuseppe provenienti da Peterborough: Ralph Hubert Dignan, vescovo di Sault Sainte Marie, con il consenso della Santa Sede, riunì le nove case di suore di San Giuseppe presenti nella sua diocesi in un istituto indipendente, canonicamente eretto il 5 novembre 1936.
La congregazione ricevette il pontificio decreto di lode il 2 febbraio 1961.

## Attività e diffusione
Le suore si dedicano all'educazione cristiana e alla cura dei malati.
La sede generalizia è a North Bay, nell'Ontario.
Alla fine del 2015 l'istituto contava 101 religiose in 9 case.